# Gare d'Allières
La gare d'Allières est une gare ferroviaire situé sur le territoire de la commune suisse de Haut-Intyamon, dans le canton de Fribourg.

## Situation ferroviaire
Établie à 1 006,4 mètres d'altitude, la gare d'Allières est située au point kilométrique 16,97 de la ligne de Montreux à Lenk im Simmental.
Elle est dotée de trois voies dont une en impasse, formant ainsi un point de croisement sur la ligne. Un quai central se situe entre les deux voies traversant la gare.

## Histoire
La gare d'Allières a été ouverte en même temps que le tronçon des Avants à Montbovon de la ligne du MOB, le 10 octobre 1903,.

## Service des voyageurs

### Accueil
La gare d'Allières est dotée d'un bâtiment voyageurs auquel est accolé un distributeurs automatiques de titres de transport.

### Desserte
La gare d'Allières est desservie toutes les heures par un train du MOB reliant Montreux à Zweisimmen.

### Intermodalité
La gare d'Allières n'est desservie par aucune autre ligne de transports publics.